# In m'n bloed
In m'n bloed is een lied van de Nederlandse zanger Snelle. Het werd in 2021 als single uitgebracht en stond in 2022 als vijfde track op de ep 1/3.

## Achtergrond
In m'n bloed is geschreven door Arno Krabman, Okke Punt, Lars Bos en Sander de Bie en geproduceerd door Arno Krabman. Het is een lied dat gaat over familie; over dat je ouders ook gewoon mensen zijn en niet perfect zijn en over dat je op hun lijkt, aangezien dit in je bloed zit. Voor het idee van het nummer heeft Snelle inspiratie gehaald uit een drietal nummers: Older van Sasha Alex Sloan, In the Blood van John Mayer en When You Love Someone van James TW. De drie nummers hebben eenzelfde boodschap en Snelle wilde een soortgelijk nummer maken, wat leidde tot In m'n bloed. In de videoclip van het nummer is de artiest zelf te zien, en wordt hij opgemaakt als oude man. Aan het eind van de clip kijkt hij in de spiegel naar "zijn oudere zelf". De single heeft in Nederland de platina status.

## Hitnoteringen
De artiest had succes met het lied in de Nederlandse hitlijsten. De piekpositie in de Nederlandse Top 40 was de veertiende plaats in de dertien weken dat het in deze hitlijst te vinden was. In de Single Top 100 piekte het op de 22e plaats van de lijst. Het stond er totaal 21 weken in.

### Nederlandse Top 40
| Hitnotering: 18-12-2021 t/m 12-03-2022 | Hitnotering: 18-12-2021 t/m 12-03-2022 | Hitnotering: 18-12-2021 t/m 12-03-2022 | Hitnotering: 18-12-2021 t/m 12-03-2022 | Hitnotering: 18-12-2021 t/m 12-03-2022 | Hitnotering: 18-12-2021 t/m 12-03-2022 | Hitnotering: 18-12-2021 t/m 12-03-2022 | Hitnotering: 18-12-2021 t/m 12-03-2022 | Hitnotering: 18-12-2021 t/m 12-03-2022 | Hitnotering: 18-12-2021 t/m 12-03-2022 | Hitnotering: 18-12-2021 t/m 12-03-2022 | Hitnotering: 18-12-2021 t/m 12-03-2022 | Hitnotering: 18-12-2021 t/m 12-03-2022 | Hitnotering: 18-12-2021 t/m 12-03-2022 | Hitnotering: 18-12-2021 t/m 12-03-2022 |
| Week:                                  | 1                                      | 2                                      | 3                                      | 4                                      | 5                                      | 6                                      | 7                                      | 8                                      | 9                                      | 10                                     | 11                                     | 12                                     | 13                                     |                                        |
| -------------------------------------- | -------------------------------------- | -------------------------------------- | -------------------------------------- | -------------------------------------- | -------------------------------------- | -------------------------------------- | -------------------------------------- | -------------------------------------- | -------------------------------------- | -------------------------------------- | -------------------------------------- | -------------------------------------- | -------------------------------------- | -------------------------------------- |
| Positie:                               | 26                                     | 19                                     | 14                                     | 14                                     | 15                                     | 14                                     | 14                                     | 14                                     | 20                                     | 25                                     | 29                                     | 35                                     | 40                                     | uit                                    |

### NederlandseSingle Top 100
| Hitnotering: 18-12-2021 t/m 07-05-2022 | Hitnotering: 18-12-2021 t/m 07-05-2022 | Hitnotering: 18-12-2021 t/m 07-05-2022 | Hitnotering: 18-12-2021 t/m 07-05-2022 | Hitnotering: 18-12-2021 t/m 07-05-2022 | Hitnotering: 18-12-2021 t/m 07-05-2022 | Hitnotering: 18-12-2021 t/m 07-05-2022 | Hitnotering: 18-12-2021 t/m 07-05-2022 | Hitnotering: 18-12-2021 t/m 07-05-2022 | Hitnotering: 18-12-2021 t/m 07-05-2022 | Hitnotering: 18-12-2021 t/m 07-05-2022 | Hitnotering: 18-12-2021 t/m 07-05-2022 | Hitnotering: 18-12-2021 t/m 07-05-2022 | Hitnotering: 18-12-2021 t/m 07-05-2022 | Hitnotering: 18-12-2021 t/m 07-05-2022 | Hitnotering: 18-12-2021 t/m 07-05-2022 | Hitnotering: 18-12-2021 t/m 07-05-2022 | Hitnotering: 18-12-2021 t/m 07-05-2022 | Hitnotering: 18-12-2021 t/m 07-05-2022 | Hitnotering: 18-12-2021 t/m 07-05-2022 | Hitnotering: 18-12-2021 t/m 07-05-2022 | Hitnotering: 18-12-2021 t/m 07-05-2022 | Hitnotering: 18-12-2021 t/m 07-05-2022 |
| Week:                                  | 1                                      | 2                                      | 3                                      | 4                                      | 5                                      | 6                                      | 7                                      | 8                                      | 9                                      | 10                                     | 11                                     | 12                                     | 13                                     | 14                                     | 15                                     | 16                                     | 17                                     | 18                                     | 19                                     | 20                                     | 21                                     |                                        |
| -------------------------------------- | -------------------------------------- | -------------------------------------- | -------------------------------------- | -------------------------------------- | -------------------------------------- | -------------------------------------- | -------------------------------------- | -------------------------------------- | -------------------------------------- | -------------------------------------- | -------------------------------------- | -------------------------------------- | -------------------------------------- | -------------------------------------- | -------------------------------------- | -------------------------------------- | -------------------------------------- | -------------------------------------- | -------------------------------------- | -------------------------------------- | -------------------------------------- | -------------------------------------- |
| Positie:                               | 29                                     | 44                                     | 64                                     | 28                                     | 27                                     | 22                                     | 22                                     | 22                                     | 22                                     | 25                                     | 28                                     | 32                                     | 36                                     | 37                                     | 42                                     | 42                                     | 50                                     | 58                                     | 80                                     | 82                                     | 87                                     | uit                                    |

### NPO Radio 2 Top 2000
| Nummer met noteringen in de NPO Radio 2 Top 2000 | '22  | '23  |
| ------------------------------------------------ | ---- | ---- |
| In m'n bloed                                     | 1235 | 1794 |

1. ↑  Een vetgedrukt getal geeft de hoogste notering aan.
2. ↑  2022 was het eerste jaar met een notering voor dit nummer.
3. ↑  Deze tabel is bijgewerkt tot en met de laatste editie (2024).